# Мюррей-Раст, Питер
Питер Мюррей-Руст (англ. Peter Murray-Rust, р. 1941) — британский химик, сторонник методологии открытых стандартов.

## Биография
Родился в Гилдфорде в 1941, получил образование в Bootham School и Баллиол-колледже Оксфордского университета. После получения докторской степени работал преподавателем химии университета Стирлинга. C 1982 работал в GlaxoSmithKline, где возглавлял отделы молекулярной графики, вычислительной химии, а затем определения структуры белков. В 1996—2000 работал профессором фармацевтики в Ноттингемском университете, где создал виртуальную школу по молекулярным наукам. В настоящее время преподаёт молекулярную информатику в Кембриджском университете и является старшим научным сотрудником Колледжа Черчилля этого университета.
Научные интересы Мюррей-Руста связаны с автоматизированным анализом данных научных публикаций, созданием виртуальных сообществ (например, Виртуальной школы естественных наук в Globewide Network Academy) и семантического веба. Совместно с Генри Рзепа занимался внедрением в химию языков разметки, в частности, разработкой Chemical Markup Language. Сторонник поддержки Open Data, в частности, в научных исследованиях, входит в состав консультативного совета Открытого фонда знаний, соавтор Panton Principles для открытых научных данных. В 2005 вместе с несколькими единомышленниками химиками организовал неформальное движение «Синий обелиск».
В 2002 Мюррей-Руст и его коллеги предложили электронный репозиторий для неопубликованных данных химических наук World Wide Molecular Matrix.
В январе 2011 организовал симпозиум «Видение семантического молекулярного будущего».
В 2011 Мюррей-Руст и Генри Рзепа были удостоены престижной награды Германа Школьника Американского химического общества.